# جان اوگستون
جان اوگستون (انگلیسی: John Ogston; ۱۵ ژانویهٔ ۱۹۳۹ – ۱۶ اوت ۲۰۱۷ (age 78)) بازیکن فوتبال اهل بریتانیا بود.
از باشگاه‌هایی که در آن بازی کرده‌است می‌توان به باشگاه فوتبال دونکستر راورز، باشگاه فوتبال لیورپول، و باشگاه فوتبال آبردین اشاره کرد.
وی همچنین در تیم ملی فوتبال زیر ۲۳ سال انگلستان بازی کرده‌است.